# 참마자

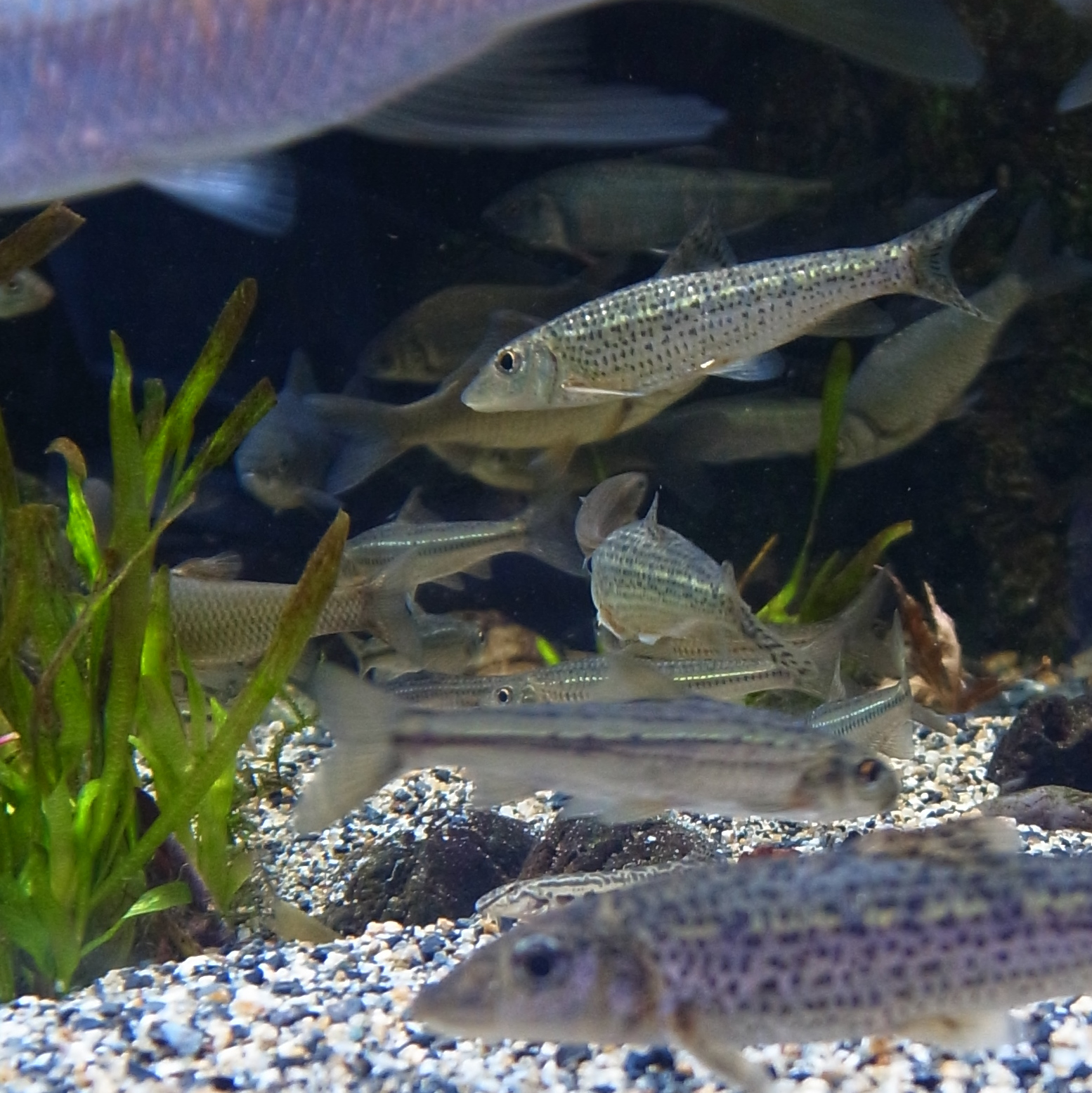

참마자(Hemibarbus longirostris)는 잉어과에 속하는 크기가 작은 민물고기종이다. 일본, 한반도, 중국에서 볼 수 있다. 최대 20cm 길이까지 자란다.